# Amphilepida elongata
Amphilepida elongata is een tweekleppigensoort uit de familie van de Galeommatidae. De wetenschappelijke naam van de soort is voor het eerst geldig gepubliceerd in 1897 door Sowerby III.